# Episodi di Up All Night (prima stagione)
La prima stagione della serie televisiva Up All Night è stata trasmessa dal canale statunitense NBC dal 14 settembre 2011 al 12 aprile 2012.
In Italia non è ancora stata trasmessa.
| nº | Titolo originale               | Prima TV USA      | Prima TV Italia |
| -- | ------------------------------ | ----------------- | --------------- |
| 1  | Pilot                          | 14 settembre 2011 | Inedita         |
| 2  | Cool Neighbors                 | 21 settembre 2011 | Inedita         |
| 3  | Working Late & Working It      | 28 settembre 2011 | Inedita         |
| 4  | New Car                        | 5 ottobre 2011    | Inedita         |
| 5  | Mr. Bob's Toddler Kaleidoscope | 12 ottobre 2011   | Inedita         |
| 6  | Birth                          | 19 ottobre 2011   | Inedita         |
| 7  | Parents                        | 2 novembre 2011   | Inedita         |
| 8  | First Night Away               | 9 novembre 2011   | Inedita         |
| 9  | Hiring and Firing              | 16 novembre 2011  | Inedita         |
| 10 | Week Off                       | 23 novembre 2011  | Inedita         |
| 11 | First Christmas                | 7 dicembre 2011   | Inedita         |
| 12 | New Year's Eve                 | 12 gennaio 2012   | Inedita         |
| 13 | Rivals                         | 19 gennaio 2012   | Inedita         |
| 14 | Preschool Auction              | 2 febbraio 2012   | Inedita         |
| 15 | Day After Valentine's Day      | 9 febbraio 2012   | Inedita         |
| 16 | Travel Day                     | 16 febbraio 2012  | Inedita         |
| 17 | First Birthday                 | 23 febbraio 2012  | Inedita         |
| 18 | New Boss                       | 1º marzo 2012     | Inedita         |
| 19 | Couple Friends                 | 8 marzo 2012      | Inedita         |
| 20 | Baby Fever                     | 15 marzo 2012     | Inedita         |
| 21 | Daddy Daughter Time            | 22 marzo 2012     | Inedita         |
| 22 | Letting Go                     | 29 marzo 2012     | Inedita         |
| 23 | Hey Jealousy                   | 5 aprile 2012     | Inedita         |
| 24 | The Proposals                  | 12 aprile 2012    | Inedita         |